# Héctor Candau
Héctor Rubén Candau (Basavilbaso, Entre Ríos, Argentina, 27 de julio de 1952-Buenos Aires, Argentina, 7 de octubre de 2014) fue un futbolista argentino. Jugaba de Extremo izquierdo.

## Clubes
| Club              | País      | Año         |
| ----------------- | --------- | ----------- |
| Atlanta           | Argentina | 1971 - 1977 |
| Atlético Nacional | Colombia  | 1977 - 1980 |
| Atlanta           | Argentina | 1980        |
| Almirante Brown   | Argentina | 1981 - 1983 |
| Deportivo Español | Argentina | 1984        |